# Орхус (амт)
Амт Орхус (дат. Århus Amt) — бывший амт (административно-территориальная единица) Дании, существовавший с 1970 по 2006 годы. Располагался в восточной части полуострова Ютландия, охватывая территории вокруг одноимённого города, который служил административным центром. Амт был упразднён в ходе административной реформы 2007 года, войдя в состав региона Центральная Ютландия (дат. Region Midtjylland).

## Основные характеристики
Административный центр амта — город Орхус, второй по величине в Дании после Копенгагена. По данным 2006 года, население составляло 661 370 человек при площади 4561 км². Территория включала разнообразные ландшафты — от урбанизированных районов до сельскохозяйственных угодий и прибрежных зон.

## География
Регион занимал восточное побережье Ютландии, включая акваторию Орхус-Бугт — глубоководный залив, соединяющийся с проливом Каттегат. Рельеф отличался холмистыми ландшафтами на западе, где располагались озёра и хвойные леса, и равнинными сельскохозяйственными угодьями на востоке. Ключевыми водными артериями служили реки Гудено и Орхус, в устье последней сформировался крупный порт.

## История
Идея реорганизации административного деления Дании обсуждалась с 1960-х годов, когда рост городов и развитие транспорта потребовали пересмотра устаревших границ. Дания неоднократно реформировала административное деление, что отразилось на структуре амта Орхус.

### Административная реформа 1970 года
Административная единица Орхусский амт была образована 1 апреля 1970 года в рамках масштабной реформы, сократившей количество датских амтов с 24 до 14. Новая структура заменила исторические округа (херреды), существовавшие со средних веков. Реформа преследовала цели оптимизации управления и снижения бюрократических издержек.
Орхус как экономический центр Восточной Ютландии естественным образом стал ядром нового амта. В его состав вошли территории трёх упразднённых округов: прежнего амта Орхус, амта Раннерс и амта Сканнерборг, за исключением коммун Хорсенс, Нёрре-Снеде, Бредструп и Тёрринг-Ульдум, которые были присоединены к амту Вейле. В то же время Самсё был переведен из амта Холбек в амт Орхус.
После коммунальной реформы 1970 года в состав амта Орхус вошли 26 коммун:
- Эбельтофт (Ebeltoft)
- Галтен (Galten)
- Гьерн (Gjern)
- Грено (Grenaa)
- Хадстен (Hadsten)
- Хаммель (Hammel)
- Хиннеруп (Hinnerup)
- Хёрнинг (Hørning
- Ланго (Langå)
- Мариагер (Mariager)
- Мидтдьюрс (Midtdjurs)
- Нёрхальд (Nørhald)
- Нёрре-Дьюрс (Nørre Djurs)
- Оддер (Odder)
- Пурхус (Purhus)
- Раннерс (Randers)
- Розенхольм (Rosenholm)
- Ругсё (Rougsø)
- Рю (Ry)
- Рённе (Rønde)
- Самсё (Samsø)
- Силькеборг (Silkeborg)
- Сканнерборг (Skanderborg)
- Сёндерхальд (Sønderhald)
- Тем (Them)
- Орхус (Århus)

Особого внимания заслуживает остров Самсё, который, несмотря на географическую изолированность, сохранил статус отдельной коммуны благодаря активной позиции местного сообщества.
С населением примерно на 40 000 человек больше, чем в амте Копенгаген, амт Орхус стал самым густонаселённым в стране.
За 36 лет существования амт столкнулся с вызовами деиндустриализации и ростом сферы услуг. К 1980-м годам в регионе закрылись многие предприятия текстильной и судостроительной промышленности, что компенсировалось развитием IT-сектора и биотехнологий. Администрация амта координировала вопросы здравоохранения, образования и транспортной инфраструктуры.

### Административная реформа 2007 года
До 1 января 2007 года амт Орхус представлял собой муниципальный округ вокруг крупнейшего города Ютландии — Орхуса, а также включал острова Самсё и Анхольт.
1 января 2007 года амт Орхус прекратил существование, войдя в состав региона Центральная Ютландия. Реформа ликвидировала традиционные амты, заменив их пятью крупными регионами. Основными причинами изменений стали: необходимость централизации управления социальными услугами, оптимизация бюджетных расходов, устранение дублирования функций между амтами и коммунами.
После реформы 2007 года произошло укрупнение муниципалитетов. Например, коммуна Орхус поглотила соседние территории, увеличив население до 314 545 человек к 2012 году.
Таким образом, в ходе реформы 2007 года 26 коммун амта Орхус были объединены в 10 более крупных муниципалитетов: Норддюрс, Оддер, Орхус, Раннерс, Самсё, Силькеборг, Сканнерборг, Фаврсков, Хорсенс, Хеденстед.
При этом вместо 10 старых коммун осталось 5. Например, коммуна Силькеборг объединилась с четырьмя соседними, увеличив площадь втрое.
В связи со структурной реформой эта территория стала частью региона Центральная Ютландия, за исключением самых северных районов коммуны Мариагер, которые стали частью региона Северная Ютландия.
Процесс объединения сопровождался общественными дискуссиями. Например, жители Самсё провели референдум, чтобы сохранить автономию, в то время как коммуны Розенхольм и Рённе добровольно вошли в состав Норддьюрса. Налоговая база новых муниципалитетов увеличилась в среднем на 35%, что позволило расширить социальные программы.

## Население и демография
По данным 2006 года, в амте проживало 661 370 человек, из которых 44% составляли жители города Орхус. Этнический состав характеризовался растущим разнообразием: к 2014 году 12% населения региона имели миграционное происхождение, преимущественно из Ливана, Сомали и Турции. Демографические тренды включали ежегодный прирост населения на 0,8% (2000-2006), урбанизацию — 78% жителей проживали в городах, старение населения — доля лиц старше 65 лет достигла 16% к 2006 году.

## Экономика
Экономика амта базировалась на трёх столпах: промышленность (завод Danfoss в Норборге), сельское хозяйство (молочное животноводство) и услуги (IT-парк Katrinebjerg). Ключевым работодателем выступала компания Arla Foods — крупнейший в Европе производитель молочных продуктов со штаб-квартирой в Орхусе. В 2005 году на её предприятиях региона трудилось свыше 5 000 человек.

## Транспорт
Транспортная система амта включала морской порт Орхуса — второй в Дании по грузообороту (8,2 млн тонн в 2005 году), железнодорожный узел с прямым сообщением до Копенгагена (2,5 часа) и аэропорт Орхуса (Tirstrup), обслуживавший 1,4 млн пассажиров ежегодно.

## Культура и образование
Орхусский университет, основанный в 1928 году, стал интеллектуальным центром региона. К 2006 году в нём обучалось 35 000 студентов по 150 программам.
Ежегодно в сентябре здесь проводился Орхусский фестиваль.